# 67. ročník udílení cen Emmy
67. ročník udílení cen Emmy oceňující nejlepší televizní počiny v období od 1. června 2014 do 31. května 2015, se konal dne 20. září 2015 v Microsoft Theater v Los Angeles. Přímý přenos vysílala televizní stanice Fox a moderoval jej Andy Samberg. Nominace byly oznámeny dne 16. července 2015.
Seriál Hra o trůny vytvořil nový rekord v počtu získaných ocenění, s celkem dvanácti výhrami (včetně cen Creative Arts, které se předávaly dne 12. září 2015).

## Vítězové a nominovaní
Vítězi jsou uvedeni jako první v pořadí a označeni tučně.

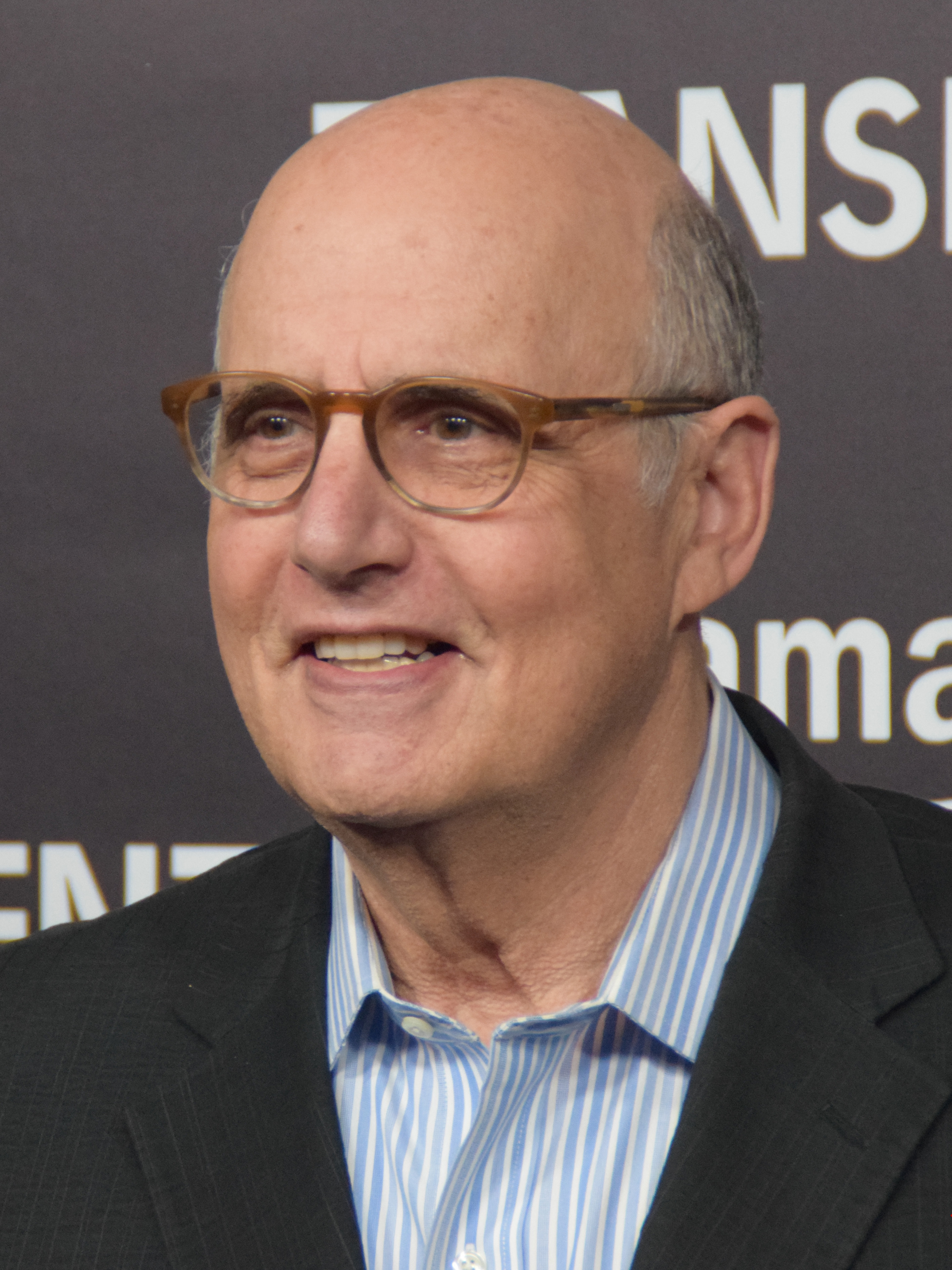
Jeffrey Tambor, nejlepší herec v komediálním seriálu

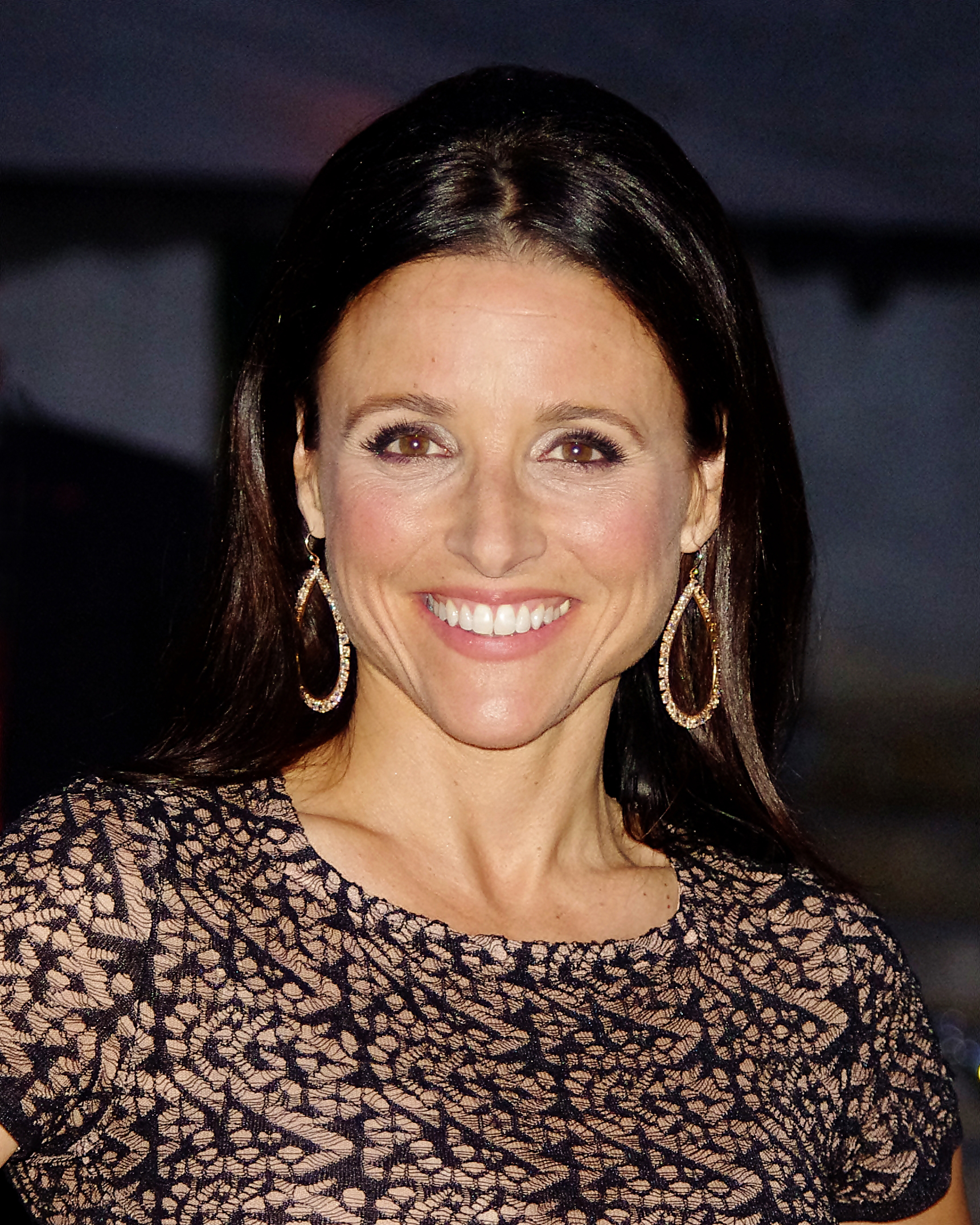
Julia Louis-Dreyfus, nejlepší herečka v komediálním seriálu

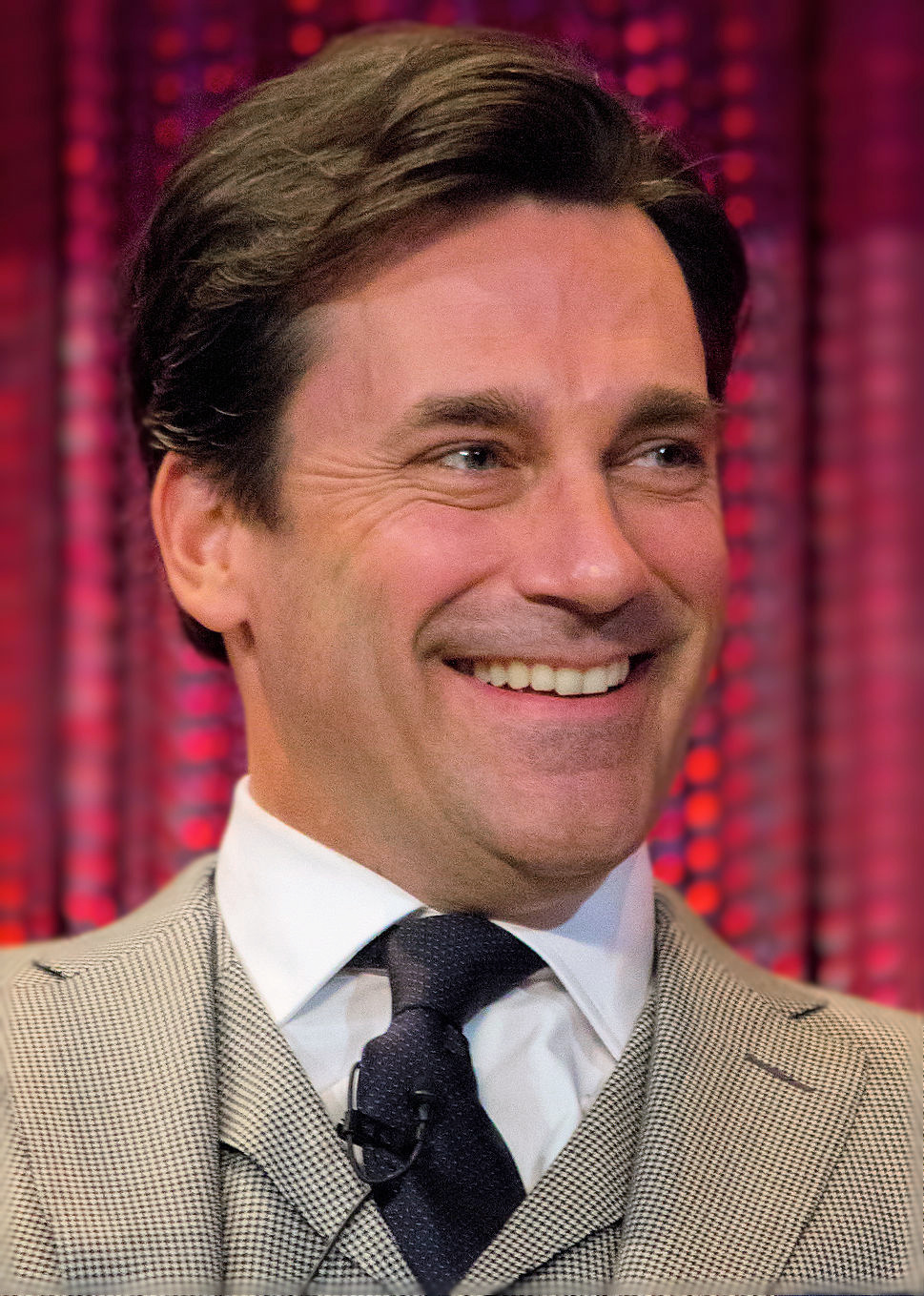
Jon Hamm, nejlepší herec v dramatickém seriálu

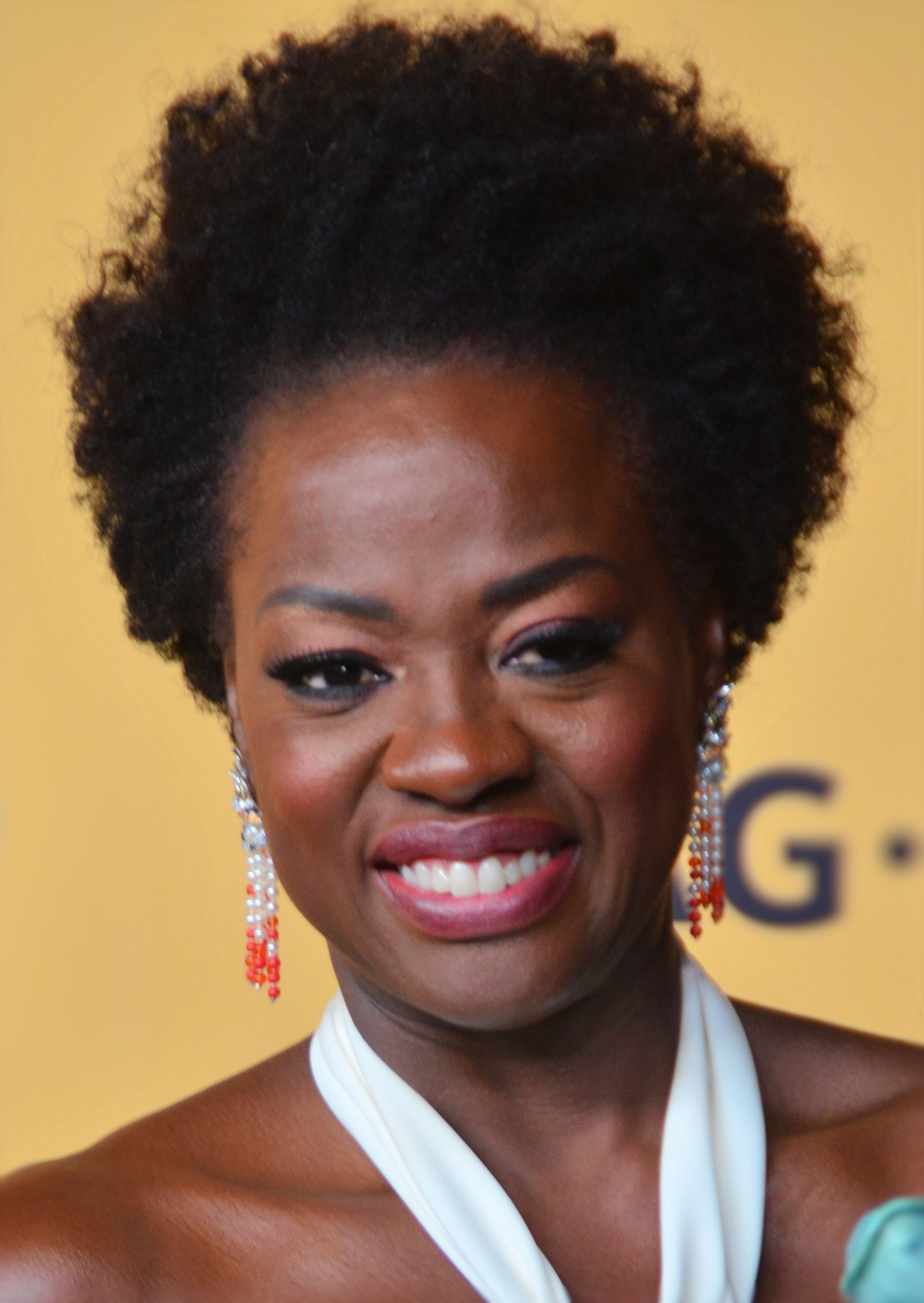
Viola Davis, nejlepší herečka v dramatickém seriálu

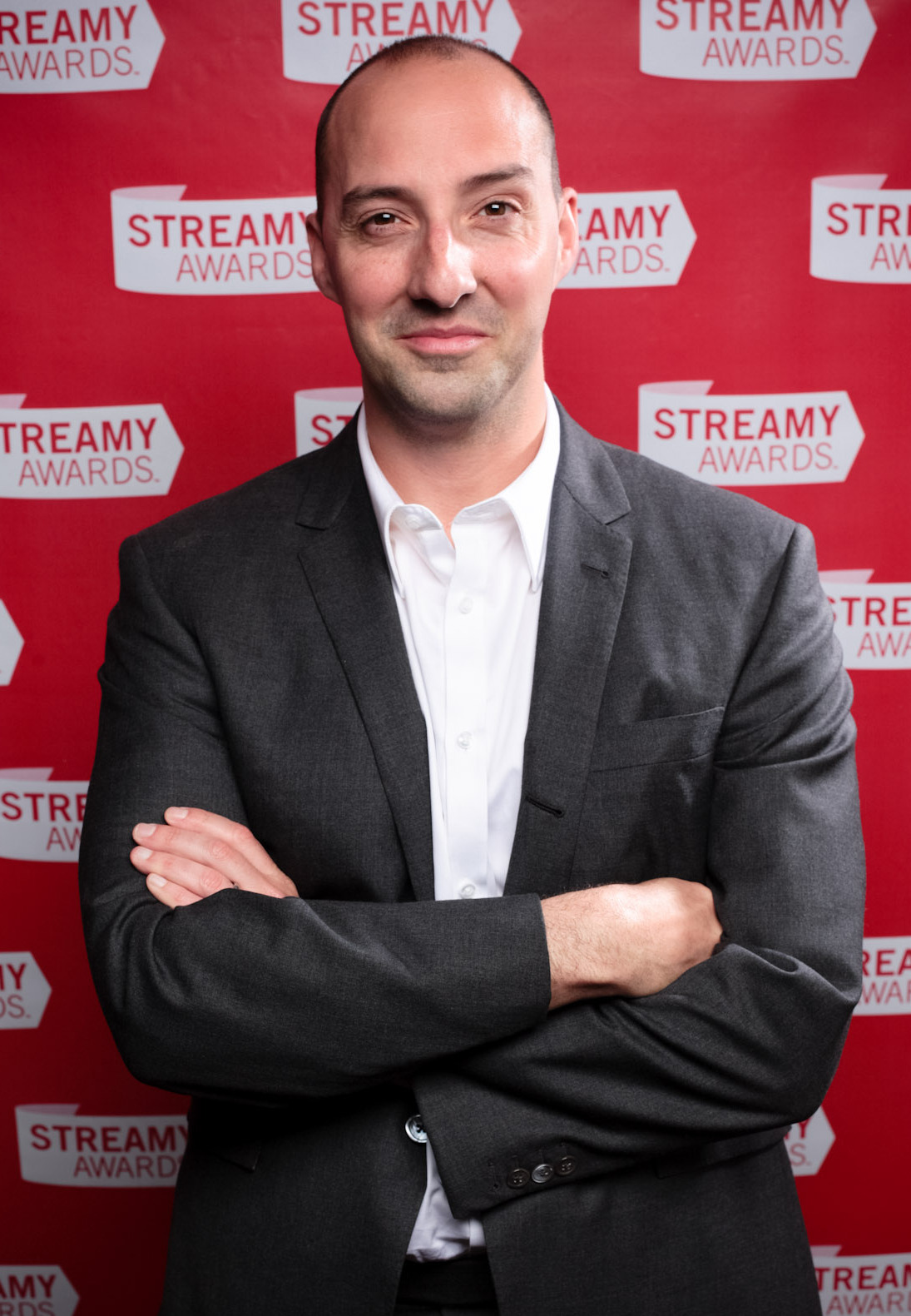
Tony Hale, nejlepší herec ve vedlejší roli v komediálním seriálu

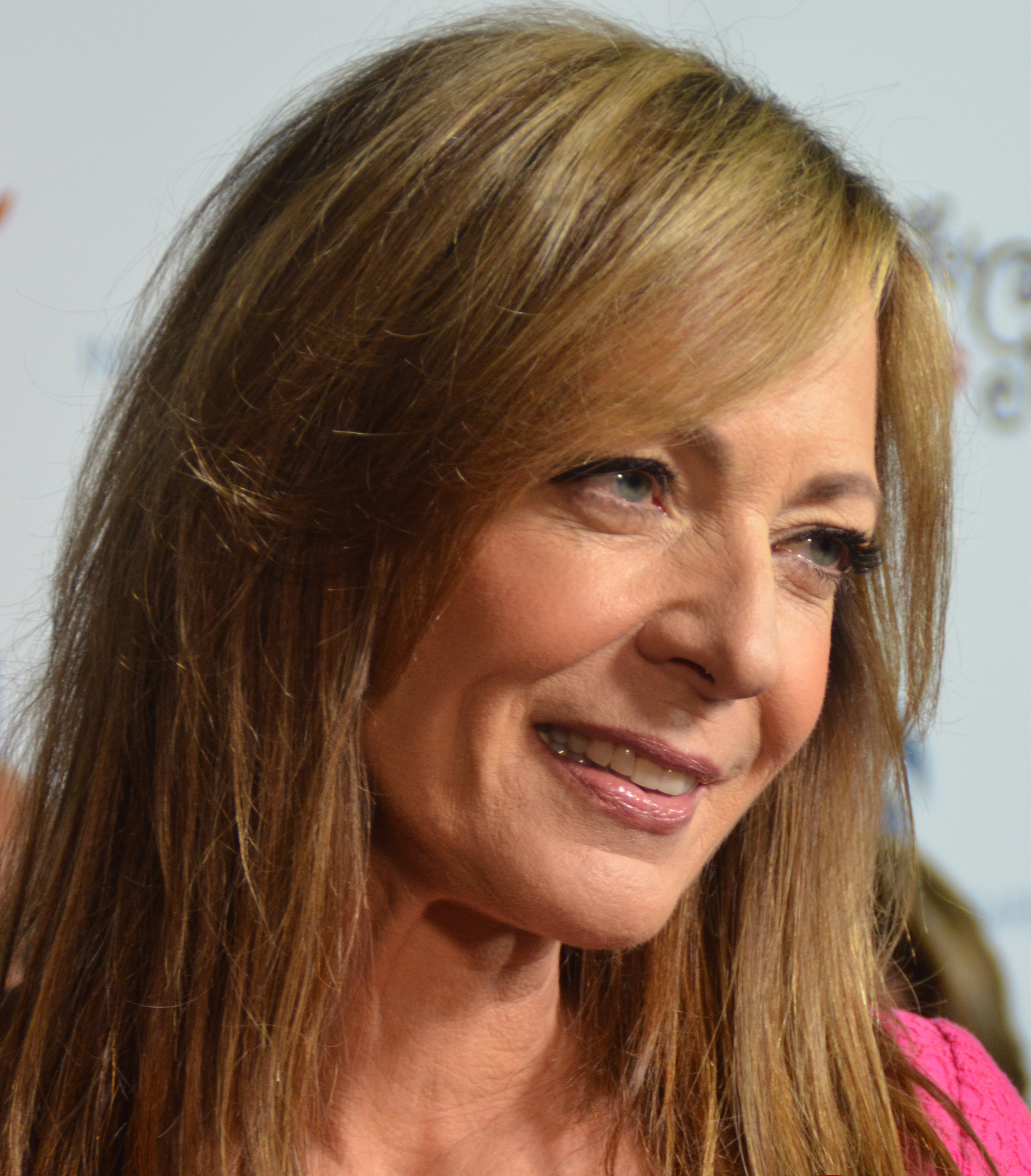
Allison Janney, nejlepší herečka ve vedlejší roli v komediálním seriálu

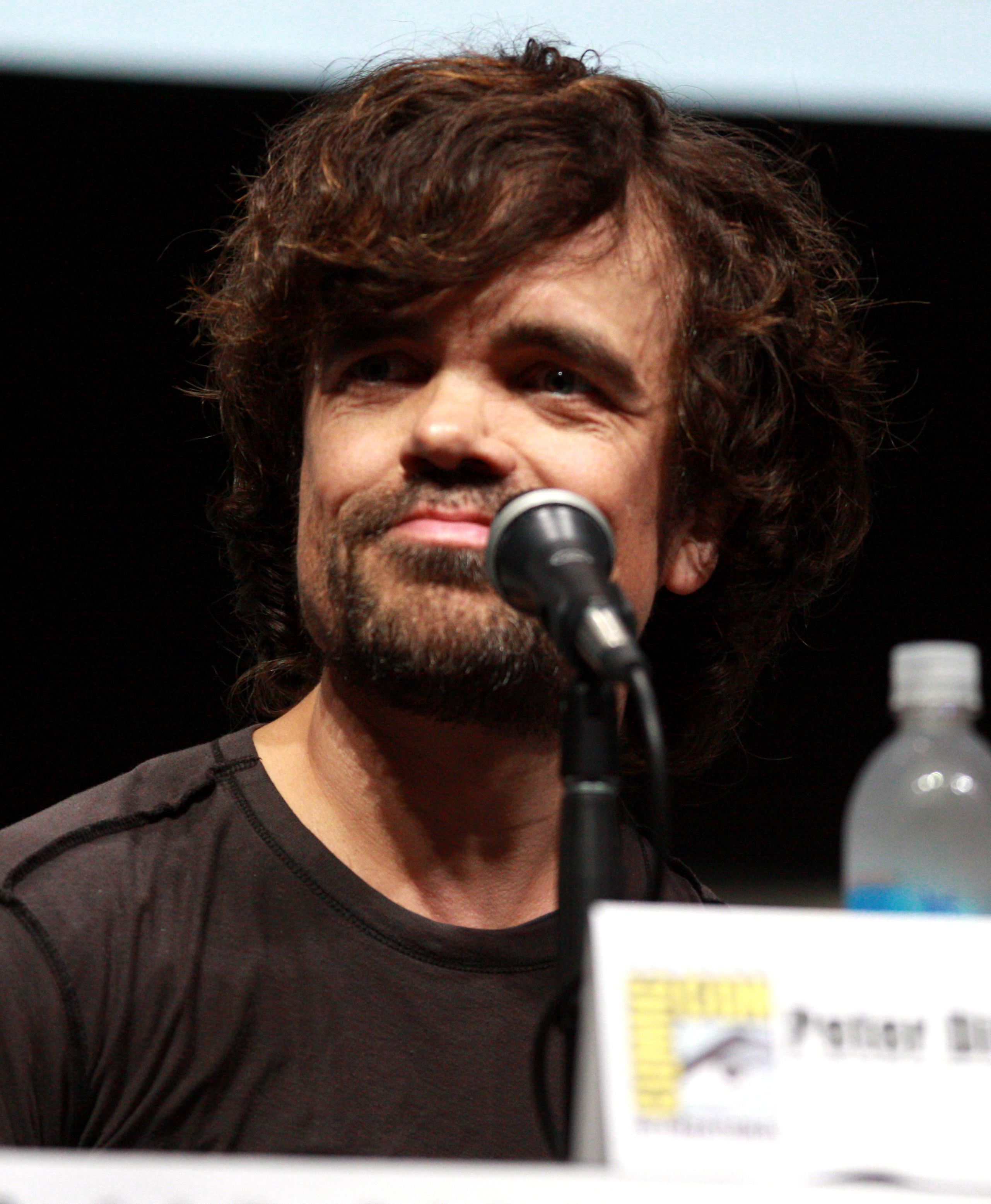
Peter Dinklage, nejlepší herec ve vedlejší roli v dramatickém seriálu

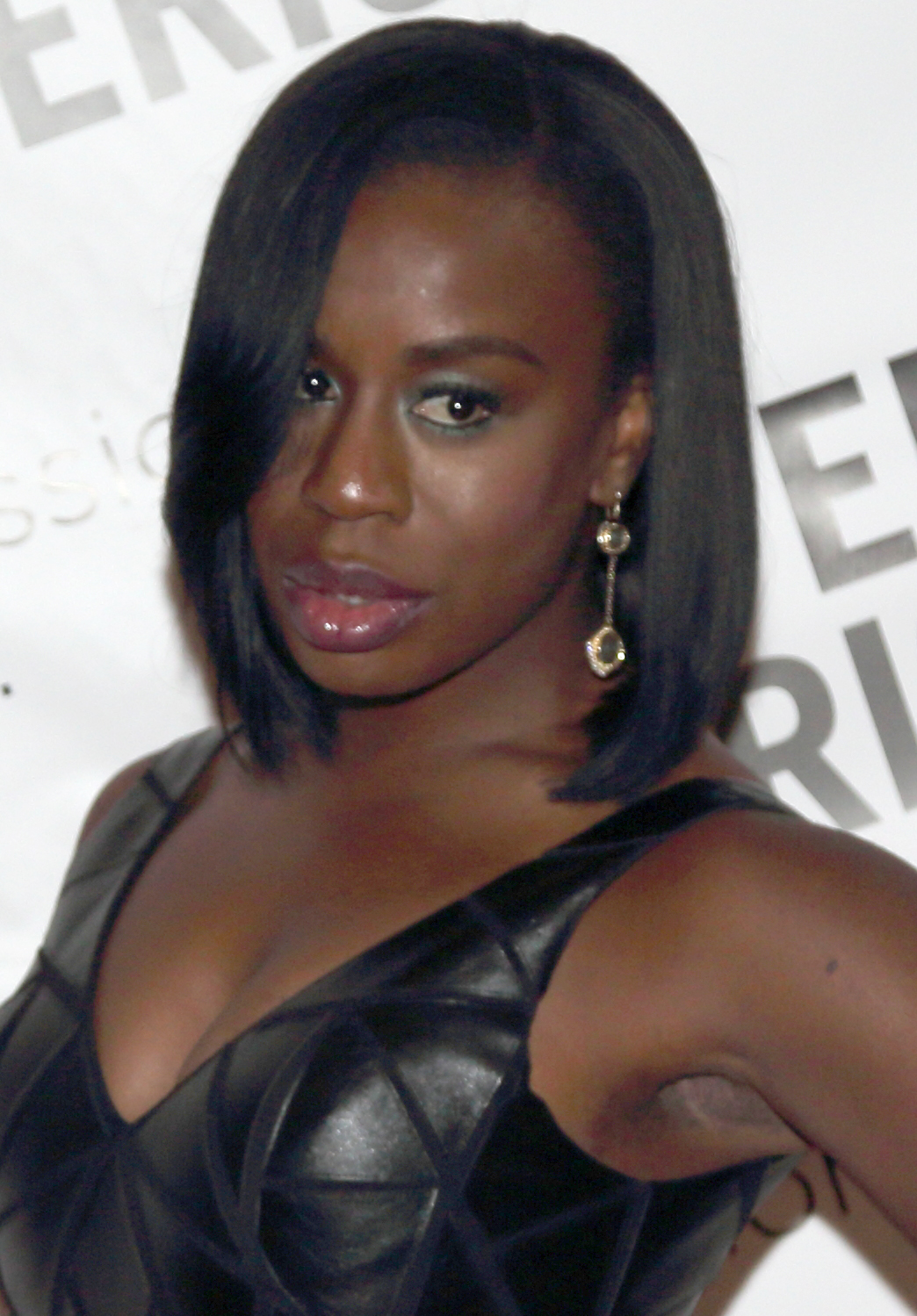
Uzo Aduba, nejlepší herečka ve vedlejší roli v dramatickém seriálu

### Pořady
| Nejlepší komediální seriál | Nejlepší dramatický seriál |
| --- | --- |
| - Viceprezident(ka) (HBO) - Rozvedený se závazky (FX) - Taková moderní rodinka (ABC) - Parks and Recreation (NBC) - Silicon Valley (HBO) - Transparent (Amazon) - Nezdolná Kimmy Schmidt (Netflix)                                                 | - Hra o trůny (HBO) - Volejte Saulovi (AMC) - Panství Downton (PBS) - Ve jménu vlasti (Showtime) - Dům z karet (Netflix) - Šílenci z Manhattanu (AMC) - Holky za mřížemi (Netflix) |
| Nejlepší talk show | Nejlepší zábavný pořad |
| - The Daily Show with Jon Stewart (Comedy Central) - The Colbert Report (Comedy Central) - Jimmy Kimmel Live! (ABC) - Last Week Tonight with John Oliver (HBO) - Noční show Davida Lettermana (CBS) - The Tonight Show Starring Jimmy Fallon (NBC) | - Amyino plodné lůno (Comedy Central) - Drunk History (Comedy Central) - Key & Peele (Comedy Central) - Portlandia (IFC) - Saturday Night Live (NBC)                               |
| Nejlepší minisérie | Nejlepší soutěžní pořad |
| - Olive Kitteridgeová (HBO) - American Crime (ABC) - American Horror Story: Freak Show (FX) - Ctihodná žena (SundanceTV) - Wolf Hall (PBS) | - The Voice (NBC) - Amazing Race: O milion kolem světa (CBS) - Dancing with the Stars (ABC) - Heidi Klum: svět modelingu (Lifetime) - Umíte tančit? (Fox) - Top Chef (Bravo)       |

### Herectví

#### Hlavní role
| Nejlepší herec v komediálním seriálu | Nejlepší herečka v komediálním seriálu |
| --- | --- |
| - Jeffrey Tambor jako Morton „Maura“ Pfefferman v seriálu Transparent (Epizoda: „The Letting Go“) (Amazon) - Anthony Anderson jako Andre „Dre“ Johnson starší v seriálu Black-ish (Epizoda: „Sex, Lies, and Vasectomies“) (ABC) - Don Cheadle jako Marty Kaan v seriálu Profesionální lháři (Epizoda: „It’s a Box Inside a Box Inside a Box, Dipshit“) (Showtime) - Louis C.K. jako Louie v seriálu Rozvedený se závazky (Epizoda: „Bobby’s House“) (FX) - Will Forte jako Phil „Tandy“ Miller v seriálu Poslední chlap na Zemi (Epizoda: „Alive in Tucson“) (Fox) - Matt LeBlanc jako on sám v seriálu Epizody (Epizoda: „Episode Five“) (Showtime) - William H. Macy jako Frank Gallagher v seriálu Shameless (Epizoda: „A Night to Remem... Wait, What?“) (Showtime) | - Julia Louis-Dreyfus jako Selina Meyer v seriálu Viceprezident(ka) (Epizoda: „Election Night“) (HBO) - Edie Falco jako Jackie Peyton v seriálu Sestřička Jackie (Epizoda: „I Say a Little Prayer“) (Showtime) - Lisa Kudrow jako Valerie Cherish v seriálu Návrat na výsluní (Epizoda: „Valerie Is Taken Seriously“) (HBO) - Amy Poehlerová jako Leslie Knope v seriálu Parks and Recreation (Epizoda: „One Last Ride“) (NBC) - Amy Schumer jako Amy a různé postavy v pořadu Amyino plodné lůno (Epizoda: „Cool With It“) (Comedy Central) - Lily Tomlin jako Frankie Bergstein v seriálu Grace a Frankie (Epizoda: „The Vows“) (Netflix) |
| Nejlepší herec v dramatickém seriálu | Nejlepší herečka v dramatickém seriálu |
| - Jon Hamm jako Don Draper v seriálu Šílenci z Manhattanu (Epizoda: „Person to Person“) (AMC) - Kyle Chandler jako John Rayburn v seriálu Bloodline (Epizoda: „Part 12“) (Netflix) - Jeff Daniels jako Will McAvoy v seriálu Newsroom (Epizoda: „What Kind of Day Has It Been“) (HBO) - Bob Odenkirk jako Jimmy McGill v seriálu Volejte Saulovi (Epizoda: „Pimento“) (AMC) - Liev Schreiber jako Ray Donovan v seriálu Ray Donovan (Epizoda: „Walk This Way“) (Showtime) - Kevin Spacey jako Frank Underwood v seriálu Dům z karet (Epizoda: „Chapter 32“) (Netflix) | - Viola Davis jako Annalise Keating v seriálu Vražedná práva (Epizoda: „Freakin’ Whack-a-Mole“) (ABC) - Claire Danes jako Carrie Mathison v seriálu Ve jménu vlasti (Epizoda: „From A to B and Back Again“) (Showtime) - Taraji P. Henson jako Cookie Lyon v seriálu Empire (Epizoda: „Pilot“) (Fox) - Tatiana Maslany v různých rolích v seriálu Orphan Black (Epizoda: „Certain Agony of the Battlefield“) (BBC America) - Elisabeth Mossová jako Peggy Olson v seriálu Šílenci z Manhattanu (Epizoda: „Person to Person“) (AMC) - Robin Wright jako Claire Underwood v seriálu Dům z karet (Epizoda: „Chapter 32“) ( (Netflix)           |
| Nejlepší herec v minisérii nebo televizním filmu | Nejlepší herečka v minisérii nebo televizním filmu |
| - Richard Jenkins jako Henry Kitteridge v seriálu Olive Kitteridgeová (HBO) - Ricky Gervais jako Derek Noakes v seriálu Derek: The Special (Netflix) - Adrien Brody jako Harry Houdini v seriálu Hoidini (History) - Timothy Hutton jako Russ Skokie v seriálu American Crime (ABC) - David Oyelowo jako Peter Snowden ve filmu Rozervaná duše (HBO) - Mark Rylance jako Thomas Cromwell on Wolf Hall (PBS) | - Frances McDormandová jako Olive Kitteridge v seriálu Olive Kitteridgeová (HBO) - Maggie Gyllenhaal jako Nessa Stein v seriálu Ctihodná žena (SundanceTV) - Felicity Huffmanová jako Barbara „Barb“ Hanlon v seriálu American Crime (ABC) - Jessica Lange jako Elsa Mars v seriálu American Horror Story: Freak Show (FX) - Queen Latifah jako Bessie Smith ve filmu Bessie (HBO) - Emma Thompson jako paní Lovettová v pořadu Live from Lincoln Center – Sweeney Todd: The Demon Barber of Fleet Street in Concert with the New York Philharmonic (PBS)                                                                                   |

#### Vedlejší role
| Nejlepší herec ve vedlejší roli v komediálním seriálu | Nejlepší herec ve vedlejší roli v komediálním seriálu |
| --- | --- |
| - Tony Hale jako Gary Walsh v seriálu Viceprezident(ka) (Epizoda: „East Wing“) (HBO) - Andre Braugher jako Ray Holt v seriálu Brooklyn 99 (Epizoda: „The Mole“) (Fox) - Tituss Burgess jako Titus Andromedon v seriálu Nezdolná Kimmy Schmidt (Epizoda: „Kimmy Goes to School!“) (Netflix) - Ty Burrell jako Phil Dunphy v seriálu Taková moderní rodinka (Epizoda: „Crying Out Loud“) (ABC) - Adam Driver jako Adam Sackler v seriálu Girls (Epizoda: „Close-Up“) (HBO) - Keegan-Michael Key v různých rolích v seriálu Key & Peele (Epizoda: „Sex Detective“) (Comedy Central) | - Allison Janney jako Bonnie Plunkett v seriálu Máma (Epizoda: „Dropped Soap and a Big Guy on a Throne“) (CBS) - Mayim Bialik jako Amy Farrah Fowler v seriálu Teorie velkého třesku (Epizoda: „The Prom Equivalency“) (CBS) - Julie Bowen jako Claire Dunphy v seriálu Taková moderní rodinka (Epizoda: „Valentine’s Day 4: Twisted Sister“) (ABC) - Anna Chlumsky jako Amy Brookheimer v seriálu Viceprezident(ka) (Epizoda: „Convention“) (HBO) - Gaby Hoffmann jako Alexandria „Ali“ Pfefferman v seriálu Transparent (Epizoda: „Rollin’“) (Amazon) - Jane Krakowski jako Jacqueline Voorhees v seriálu Nezdolná Kimmy Schmidt (Epizoda: „Kimmy Gets a Job!“) (Netflix) - Kate McKinnonová v několika rolích v pořadu Saturday Night Live (Epizoda: „Host: Taraji P. Henson“) (NBC) - Niecy Nash jako Denise „DiDi“ Ortley on Život je boj (Epizoda: „The 7th Annual Christmas Card Competition“) (HBO) |
| Nejlepší herec ve vedlejší roli v dramatickém seriálu | Nejlepší herečka ve vedlejší roli v dramatickém seriálu |
| - Peter Dinklage jako Tyrion Lannister v seriálu Hra o trůny (Epizoda: „Hardhome“) (HBO) - Jonathan Banks jako Mike Ehrmantraut v seriálu Volejte Saulovi (Epizoda: „Five-O“) (AMC) - Jim Carter jako Charles Carson v seriálu Panství Downton (Epizoda: „A Moorland Holiday“) (PBS) - Alan Cumming jako Eli Gold v seriálu Dobrá manželka (Epizoda: „Undisclosed Recipients“) (CBS) - Michael Kelly jako Doug Stamper v seriálu Dům z karet (Epizoda: „Chapter 27“) (Netflix) - Ben Mendelsohn jako Danny Rayburn v seriálu Bloodline (Epizoda: „Part 12“) (Netflix)            | - Uzo Aduba jako Suzanne „Crazy Eyes“ Warren v seriálu Holky za mřížemi (Epizoda: „Objetí mohou klamat“) (Netflix) - Christine Baranski jako Diane Lockhart v seriálu Dobrá manželka (Epizoda: „Loser Edit“) (CBS) - Emilia Clarkeová jako Daenerys Targaryen v seriálu Hra o trůny (Epizoda: „The Dance of Dragons“) (HBO) - Joanne Froggatt jako Anna Bates v seriálu Panství Downton (Epizoda: „Episode Eight“) (PBS) - Lena Headeyová jako Cersei Lannister v seriálu Hra o trůny (Epizoda: „Mother’s Mercy“) (HBO) - Christina Hendricks jako Joan Harris v seriálu Šílenci z Manhattanu (Epizoda: „Lost Horizon“) (AMC) |
| Nejlepší herec ve vedlejší roli v minisérii nebo televizním filmu | Nejlepší herečka ve vedlejší roli v minisérii nebo televizním filmu |
| - Bill Murray jako Jack Kennison v seriálu Olive Kitteridgeová (Epizoda: „Security“) (HBO) - Richard Cabral jako Hector Tonz v seriálu American Crime (Epizoda: „Episode Ten“) (ABC) - Damian Lewis jako Jindřích VIII. v seriálu Wolf Hall (Epizoda: „Crows“) (PBS) - Denis O'Hare jako Stanley v seriálu American Horror Story: Freak Show (Epizoda: „Pink Cupcakes“) (FX) - Michael K. Williams jako Jack Gee ve filmu Bessie (HBO) - Finn Wittrock jako Dandy Mott v seriálu American Horror Story: Freak Show (Epizoda: „Bullseye“) (FX)                                    | - Regina Kingová jako Aliyah Shadeed v seriálu American Crime (Epizoda: „Episode Four“) (ABC) - Angela Bassettová jako Desiree Dupree v seriálu American Horror Story: Freak Show (Epizoda: „Show Stoppers“) (FX) - Kathy Bates jako Ethel Darling v seriálu American Horror Story: Freak Show (Epizoda: „Edward Mordrake“, Part 1) (FX) - Zoe Kazan jako Denise Thibodeau v seriálu Olive Kitteridgeová (Epizoda: „Pharmacy“) (HBO) - Mo'Nique jako Ma Rainey ve filmu Bessie (HBO) - Sarah Paulson jako Bette a Dot Tattlerovy v seriálu American Horror Story: Freak Show (Epizoda: „Tupperware Party Massacre“) (FX) |

### Režie
| Nejlepší režie komediálního seriálu | Nejlepší režie dramatického seriálu |
| --- | --- |
| - Transparent (Epizoda: „Best New Girl“), režie Jill Soloway (Amazon) - Poslední chlap na Zemi (Epizoda: „Alive in Tucson“), režie Phil Lord and Christopher Miller (Fox) - Rozvedený se závazky (Epizoda: „Sleepover“), režie Louis C.K. (FX) - Silicon Valley (Epizoda: „Sand Hill Shuffle“), režie Mike Judge (HBO) - Viceprezident(ka) (Epizoda: „Testimony“), režie Armando Iannucci (HBO)                                                                                       | - Hra o trůny (Epizoda: „Mother’s Mercy“), režie David Nutter (HBO) - Impérium — Mafie v Atlantic City (Epizoda: „Eldorado“), režie Tim Van Patten (HBO) - Hra o trůny (Epizoda: „Unbowed, Unbent, Unbroken“), režie Jeremy Podeswa (HBO) - Ve jménu vlasti (Epizoda: „From A to B and Back Again“), režie Lesli Linka Glatter (Showtime) - Knick: Doktoři bez hranic (Epizoda: „Method and Madness“), režie Steven Soderbergh (Cinemax) |
| Nejlepší režie zábavného pořadu | Nejlepší režie minisérie, televizního filmu nebo dramatického speciálu |
| - The Daily Show with Jon Stewart (Epizoda: „Episode 20103“), režie Chuck O'Neil (Comedy Central) - The Colbert Report (Epizoda: „Episode 11040“), režie James Hoskinson (Comedy Central) - Amyino plodné lůno (Epizoda: „12 Angry Men Inside Amy Schumer“), režie Amy Schumer a Ryan McFaul (Comedy Central) - Noční show Davida Lettermana (Epizoda: „Show 4214“), režie Jerry Foley (CBS) - The Tonight Show Starring Jimmy Fallon (Epizoda: „Show 203“), režie Dave Diomedi (NBC) | - Olive Kitteridgeová, režie Lisa Cholodenko (HBO) - American Horror Story: Freak Show (Epizoda: „Monsters Among Us“), režie Ryan Murphy (FX) - Bessie, režie Dee Rees (HBO) - Ctihodná žena, režie Hugo Blick (SundanceTV) - Houdini, režie Uli Edel (History) - The Missing, režie Tom Shankland (Starz) - Wolf Hall, režie Peter Kosminsky (PBS)                                                                                      |

### Scénář
| Nejlepší scénář pro komediální seriál | Nejlepší scénář pro dramatický seriál |
| --- | --- |
| - Viceprezident(ka) (Epizoda: „Election Night“), scénář Simon Blackwell, Armando Iannucci a Tony Roche (HBO) - Epizody (Epizoda: „Episode Nine“), scénář David Crane a Jeffrey Klarik (Showtime) - Poslední chlap na Zemi (Epizoda: „Alive in Tucson“), scénář Will Forte (Fox) - Rozvedený se závazky (Epizoda: „Bobby’s House“), scénář Louis C.K. (FX) - Silicon Valley (Epizoda: „Two Days of the Condor“), scénář Alec Berg (HBO) - Transparent (Epizoda: „Pilot“), scénář Jill Soloway (Amazon) | - Hra o trůny (Epizoda: „Mother’s Mercy“), scénář David Benioff a D. B. Weiss (HBO) - Takoví normální Američané (Epizoda: „Do Mail Robots Dream of Electric Sheep?“), scénář Joshua Brand (FX) - Volejte Saulovi (Epizoda: „Five-O“), scénář Gordon Smith (AMC) - Šílenci z Manhattanu (Epizoda: „Lost Horizon“), scénář Matthew Weiner a Semi Chellas (AMC) - Šílenci z Manhattanu (Epizoda: „Person to Person“), scénářWeiner (AMC) |
| Nejlepší scénář pro zábavný pořad | Nejlepší scénář pro minisérii, televizní film nebo dramatický speciál |
| - The Daily Show with Jon Stewart (Comedy Central) - The Colbert Report (Comedy Central) - Amyino plodné lůno (Comedy Central) - Key & Peele (Comedy Central) - Last Week Tonight with John Oliver (HBO) | - Olive Kitteridgeová, scénář Jane Anderson (HBO) - American Crime (Epizoda: „Episode One“), scénář John Ridley (ABC) - Bessie, scénář Dee Rees, Christopher Cleveland, Bettina Gilois a Horton Foote (HBO) - Zdravím, dámy!, scénář Stephen Merchant, Gene Stupnitsky a Lee Eisenberg (HBO) - Ctihodná žena, scénář Hugo Blick (SundanceTV) - Wolf Hall, scénář Peter Straughan (PBS)                                                |